# اکپاسی
اکپاسی (به لاتین: Akpassi) یک منطقهٔ مسکونی در بنین است که در استان کالینس واقع شده‌است.

## خصوصیات
اکپاسی ۸٬۹۷۹ نفر جمعیت دارد.